# Partido Comunista da Bulgária (1996)
O Partido Comunista da Bulgária (CPB, búlgaro: Комунистическа Партия на България, КПБ, romanizado: Komunisticheska Partiya na Bǎlgariya, KPB) é um partido comunista na Bulgária, atualmente liderado por Aleksandar Paunov.
O partido foi fundado em 1996 como Partido Comunista.
Desde 2001, faz parte da Coalizão para a Bulgária, uma aliança liderada pelo Partido Socialista Búlgaro. O partido publica o jornal Rabotnicheski Vestnik. Nas eleições parlamentares de 2014, a Coalizão para a Bulgária recebeu 15,4% dos votos populares e 39 dos 240 assentos. O partido continua representado no Parlamento dentro da coalizão após as eleições de 2017.